# Slavica Jeremić
Slavica Jeremić, född den 3 maj 1957 i Oparić i Serbien, är en jugoslavisk handbollsspelare.
Hon tog OS-silver i damernas turnering i samband med de olympiska handbollstävlingarna 1980 i Moskva.